# Richard Podaný (politik)
Richard Podaný (13. července 1895 Moravské Málkovice – 27. července 1970 Vyškov) byl český a československý člen 1. i 2. odboje, politik Komunistické strany Československa a poúnorový poslanec Národního shromáždění ČSR.

## Biografie
Narodil se v Moravských Málkovicích v rodině zedníka Františka Podaného. Jeho matka byla zemědělskou dělnicí. Za první světové války působil nejprve v rakousko-uherské armádě jako svobodník 8. pěšího pluku, pak byl v roce 1916 zajat a od roku 1917 bojoval v československých legiích. Po návratu do vlasti pracoval jako fasádník. Do počátku 20. let byl členem sociální demokracie. Náležel k jejímu levicovému marxistickému křídlu. Účastnil se jako okresní důvěrník na ustavujícím sjezdu KSČ v roce 1921.
Za nacistické okupace pracoval na stavbě na brněnském Špilberku, kde od roku 1939 nacistická armáda budovala kasárna. Když sem v rámci Akce Albrecht der Erste nacisté přivezli české zatčené odbojáře, Podaný jim pomáhal tím, že jejich motáky předával rodinným příslušníkům.
V roce 1948 se uvádí jako zedník a předseda okresního národního výboru ve Vyškově, bytem Moravské Málkovice 132.
Po volbách roku 1948 byl zvolen do Národního shromáždění za KSČ ve volebním kraji Brno. Mandát získal až dodatečně v červnu 1952 jako náhradník poté, co rezignoval poslanec Karel Tula. V parlamentu zasedal až do konce funkčního období, tedy do voleb roku 1954.